# روب راي
روب راي هو لاعب هوكي الجليد كندي، ولد في 8 يونيو 1968 في إستيرلينغ في المملكة المتحدة.

## وصلات خارجية
- روب راي على موقع دوري الهوكي الوطني (الإنجليزية)
- روب راي على موقع EliteProspects.com (الإنجليزية)
- روب راي على موقع HockeyDB.com (الإنجليزية)
- روب راي على موقع Hockey-Reference.com (الإنجليزية)